# توان (الموت)
توان روستایی از توابع بخش رودبارالموت شهرستان قزوین در استان قزوین ایران است.

## جمعیت
این روستا در دهستان الموت بالا قرار دارد و براساس سرشماری مرکز آمار ایران در سال ۱۳۸۵، جمعیت آن ۷۳ نفر (۲۶خانوار) بوده‌است.